# Ultime Combat (film, 1983)
Pour les articles homonymes, voir Ultime Combat.
Pour plus de détails, voir Fiche technique et Distribution.
Ultime combat ou Mission vers l'enfer (Tornado) est un film de guerre italien réalisé par Antonio Margheriti, sorti en 1983.

## Synopsis
Un béret vert retourne à la vie civile et est poursuivi par une armée de chasseurs qui, un par un, meurent entre ses mains.

## Fiche technique
Sauf indication contraire, les informations mentionnées dans cette section peuvent être confirmées par la base de données cinématographiques IMDb,  présente dans la section « Liens externes ».
- Titre original : La preda e il cacciatore[1] ou Tornado[2]
- Titre français : Ultime combat (France) ou Mission vers l'enfer (Canada)[1]
- Titre anglais : Tornado: The Last Blood
- Réalisateur : Antonio Margheriti
- Scénario : Gianfranco Couyoumdjian (it), Tito Carpi (it)
- Photographie : Sandro Mancori
- Montage : Marcello Malvestito
- Musique : Aldo Tamborrelli
- Décors : Antonio Visone (it)
- Costumes : Francesco Fele
- Trucages : Giacinto G. Bretti
- Producteur : Gianfranco Couyoumdjian (it)
- Sociétés de production : Gico Cinematografica S.r.l.
- Pays de production :  Italie
- Langue de tournage : italien
- Format : Couleur - 2,35:1 - Son mono - 35 mm
- Durée : 93 minutes (1h33)
- Genre : Film d'action, Film de guerre
- Dates de sortie :
  - Italie : 16 septembre 1983[3]
  - Allemagne de l'Ouest : 11 novembre 1983
  - France : 3 avril 1987[1]

## Distribution
- Giancarlo Prete : Sergent Salvatore Maggio
- Antonio Marsina (it) : Capitaine Harlow
- Luciano Pigozzi : Freeman
- David Brass : Tom
- Sherman Bergman : Béret vert
- Michael James : Caporal
- Romano Kristoff (it) : Le pilote de l'hélicoptère
- David Light : Un soldat américain
- Edoardo Margheriti : Un soldat américain
- Mike Monty : Capitaine Bolen
- Ronnie Patterson : Sergent Pike